# Битка при Саръяр
Битката при Саръяр се е състояла на 6 юли 1868 г. между четата на Хаджи Димитър и Стефан Караджа и османски части в района на Габровско.
След десанта при Вардим четниците продължават бойния си път и се отправят към Габровския балкан. На разсъмване прекъсват телеграфната линия между Свищов и Русе. По пътя бунтовническата група намира български селяни водени от няколко турски части, за да работят ангария на местния турски ага на село Саръяр. По нареждане на Стефан Караджа селяните се прибират обратно по домовете си, а четата се отправя към селото. Чифлика е нападнат, оръжията са взети а беят е пощаден. След този акт четата продължава бойния си път към село Караисен.